# Michel Grandjean
Michel Grandjean (12 aprile 1931 – 11 dicembre 2010) è stato un pattinatore artistico su ghiaccio svizzero, specializzato nel pattinaggio artistico su ghiaccio a coppie.

## Palmarès
(coppie con Silvia Grandjean)
| Evento                        | 1951 | 1952 | 1953 | 1954 |
| ----------------------------- | ---- | ---- | ---- | ---- |
| Giochi olimpici invernali     |      | 7°   |      |      |
| Campionati mondiali           | 7°   | 6°   | 4°   | 2°   |
| Campionati europei            | 4°   | 4°   |      | 1°   |
| Campionati nazionali svizzeri |      | 1°   | 1°   | 1°   |